# I Don’t Need a Man
«I Don’t Need a Man» (рус. Мне не нужен мужчина) — пятый сингл из дебютного альбома Pussycat Dolls PCD (2005). Сингл был выпущен в Европейском союзе и Канаде 25 сентября 2006, в Австралии — 21 октября. В Соединенных Штатах премьера видеоклипа 18 апреля 2007 в шоу Total Request Live телеканала MTV предшествовала выпуску сингла в мае 2007.

## Информация о песне
«I Don't Need a Man» — песня в жанре постдиско, исполняемая в умеренно-быстром темпе. «I Don't Need a Man» написана в тональности ре минор с тактовым размером 4/4. Вокальный диапазон основной вокалистки Pussycat Dolls Николь Шерзингер простирается от ля малой октавы (A3) до ре второй октавы (D5).

## Отзывы критиков
Обозреватель сайта Sputnikmusic Ник Батлер отметил, что посыл песни является «немного странным» для альбома, зацикленного на сексуальных фантазиях и любовных переживаниях. Тем не менее, Батлер охарактеризовал «I Don't Need a Man» как «хорошую песню», попутно добавив, что определяющее влияние на композицию оказала стилистика популярной музыки 80-х.
Похожее мнение по поводу ретро-звучания «I Don't Need a Man» также высказал Джон Мерфи, пишущий для сайта musicOMH. Согласно Мерфи, в песне Pussycat Dolls присутствует «несколько добротных синтезаторных партий», вызывающих в памяти «классический прилизанный хаус» конца 80-х от детройтской группы Inner City.

## Видеоклип
Режиссёром клипы был Крис Эпплбаум. Впервые о клипе сообщила Эшли Робертс в блоге на сайте группы.
Премьера видеоклипа состоялась в Великобритании 25 августа 2006 на телеканале The Box, в Канаде — 14 сентября 2006 в телевизионной программе MuchOnDemand. Клип неоднократно занимал первое место на MMMTop10.com, 9 место на Total Request Live, в течение 3 недель лидировал на MTV Asia Chart Attack. Клип появился на iTunes Store 18 апреля 2007.

## Форматы и списки треков
European maxi CD
1. I Don’t Need a Man (album version) — 3:39
2. I Don’t Need a Man (instrumental) — 3:39
3. We Went as Far as We Felt Like Going — 3:50
4. I Don’t Need a Man (video) — 3:39

UK single
1. I Don’t Need a Man (album version) — 3:39
2. We Went as Far as We Felt Like Going — 3:50

## Позиции в чартах
| Чарт (2006-07)                              | Наивысшая позиция |
| ------------------------------------------- | ----------------- |
| Австралия (ARIA)                            | 6                 |
| Австрия (Ö3 Austria Top 40)                 | 19                |
| Бельгия/Фландрия (Ultratop 50)              | 7                 |
| Бельгия/Валлония (Ultratop 50)              | 8                 |
| Чехия (Rádio — Top 100)                     | 62                |
| Дания (Tracklisten)                         | 32                |
| Европа (Billboard European Hot 100 Singles) | 34                |
| Финляндия (Suomen virallinen lista)         | 17                |
| Франция (SNEP)                              | 12                |
| Германия (GfK)                              | 20                |
| Венгрия (Rádiós Top 40)                     | 7                 |
| Венгрия (Dance Top 40)                      | 12                |
| Ирландия (IRMA)                             | 9                 |
| Италия (FIMI)                               | 13                |
| Нидерланды (Dutch Top 40)                   | 4                 |
| Нидерланды (Single Top 100)                 | 5                 |
| Новая Зеландия (Recorded Music NZ)          | 7                 |
| Airplay Chart                               | 3                 |
| Словакия (Rádio — Top 100)                  | 16                |
| Швеция (Sverigetopplistan)                  | 27                |
| Швейцария (Schweizer Hitparade)             | 15                |
| Великобритания (OCC UK Singles)             | 7                 |
| США (Billboard Hot 100)                     | 93                |

## Сертификации
| Регион                                                      | Сертификация | Продажи |
| ----------------------------------------------------------- | ------------ | ------- |
| Австралия (ARIA)                                            | Золотой      | 35 000^ |
| ^ Данные о тиражах приведены только на основе сертификации. |              |         |